# Parque Metropolitano de Pituaçu
O Parque Metropolitano de Pituaçu, ou simplesmente Parque de Pituaçu, está localizado no bairro de Pituaçu, em Salvador, próximo à orla e à Universidade Católica do Salvador (UCSal). Foi criado por Decreto Estadual nº 23.666 de 4 de setembro de 1973 e pelo Decreto nº 23.113 de 12 de abril de 1978 foi declarada a utilidade pública do terreno para desapropriações, inicialmente com 660 hectares, durante o governo estadual de Roberto Santos. Está situado na orla marítima e atualmente ocupa 425 hectares, a maior reserva ecológica da cidade de Salvador, Bahia. Nos fins de semana, recebe entre quatro e cinco mil visitantes.
Um dos principais pontos da cidade com remanescentes de Mata Atlântica é fonte lazer e turismo para a cidade com sua fauna e flora diversificadas, além da beleza da Lagoa de Pituaçu. Como parte do Parque, há duas quadras poliesportivas, ciclovia, pista de patinação e skate, parque infantil, píer para pedalinhos. Daí funciona a Associação de Remo de Salvador, que também coordena projetos sociais, além de atletas. Funcionam também estabelecimentos comerciais oferendo comidas e bebidas. A partir desses espaços e instalações, o Parque de Pituaçu é palco de trilhas ecológicas e competições esportivas, inclusive de esportes radicais. Do mesmo modo, diversas atividades culturais também são realizadas, destaque para exposições e feiras de livros e sessões de leitura.
Em 2006, foram plantados no entorno da lagoa, exemplares de pau-brasil, aroeira, pau-pombo, jenipapeiro, cajá, mangaba, cedro e ipês roxo e amarelo, visando a repor a área da mata perdida.
Há uma pista de treinamento para aeromodelismo, abandonada, no parque feita na gestão de Mário Kertész.

## Ciclovia
A ciclovia do Parque de Pituaçu segue na maior parte do seu percurso as margens da Lagoa de Pituaçu, excetuando-se quando corta as duas maiores penínsulas da lagoa. Atualmente conta com 15 quilômetros de extensão com sinalização, cinco quiosques e outros pontos de apoio, e é uma das maiores da Bahia. Tem início próximo ao Espaço Mário Cravo, passando próximo ao Campus de Pituaçu da UCSal, ao Estádio de Pituaçu, ao escritório da CONDER, ao escritório e ao horto da SUCAB, à barragem do Rio Pituaçu e ao Museu de Ciência e Tecnologia da UNEB. No início da ciclovia está localizado um bicicletário para aluguel.
Embora o Parque feche às 18h no sábado, é possível realizar passeios ciclísticos noturnos acompanhados pela Companhia de Polícia de Proteção Ambiental (COPPA) por meio do Pedal da Lua, que ocorre nos sábados antecedentes à Lua cheia.

## Lagoa
Dentro do Parque localiza-se a Lagoa de Pituaçu, a maior da área metropolitana de Salvador com 200 hectares (ou dois quilômetros quadrados). Foi formado artificialmente em 1906 para servir de manancial de abastecimento da cidade, a partir do represamento do rio Pituaçu, até então um volumoso afluente do Rio das Pedras. A lagoa passou por um vasto processo de degradação que obrigou a suspensão do uso de suas águas para abastecimento.
Hoje, a lagoa é um dos principais espaços públicos de lazer da cidade. É local para a prática de canoagem, inclusive a partir de projetos da Associação de Remo de Salvador, como o Projeto da Comunidade e o Projeto Remo Adaptado. Treinamentos também tem seu lugar na lagoa e há a reivindicação para se construir um "estádio de remo", que conta com projetos governamentais da CONDER de instalar raias olímpicas e paralímpicas no espelho.

## Espaço Mário Cravo

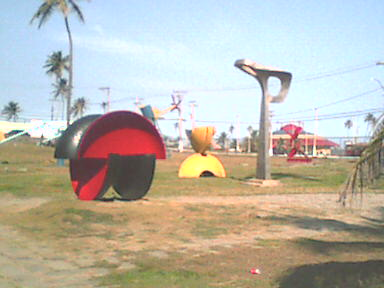
Esculturas na entrada do Parque.

O Espaço Mário Cravo, também conhecido como Parque das Esculturas, ocupa uma área de 53 mil metros quadrados dentro do parque. Lá encontram-se esculturas do artista plástico baiano Mário Cravo Júnior, dispostas em exposição permanente e ao ar livre, além de um centro de cultura e arte. Singular no país, a área cedida pelo Governo do Estado da Bahia é administrada pela Fundação Mario Cravo, em parceria com a Companhia de Desenvolvimento Urbano do Estado da Bahia (Conder) e Secretaria de Desenvolvimento Urbano do Estado da Bahia (SEDUR). No Espaço, funciona também o atelier do artista dentro do prédio localizado na entrada do parque, frontal à orla.

## Bahia Café Hall
O Bahia Café Hall é uma casa de espetáculos existente dentro do parque, às margens da Avenida Paralela. A área de mil metros quadrados foi objeto de concessão pública, por cinco anos, do governo estadual à iniciativa privada para o funcionamento de um restaurante para os servidores do Centro Administrativo da Bahia. Entretanto, a rede de restaurantes Bernard repassou para o empresário Guilardo Lopes Filho, que o transformou em casa para eventos. Por isso, em 2008, o governo estadual alegou quebra do contrato e pediu a devolução do espaço, a qual não foi atendida. O contrato de concessão venceu em 2010, mas o concessionário permaneceu administrando-o. Um processo judicial foi aberto, sendo parte dele finalizado em abril de 2015, quando houve a reintegração de posse do espaço para a Secretaria da Administração do Estado da Bahia (Saeb). Ainda, o governo estadual cobra judicialmente uma dívida de 2,2 milhões de reais relativos ao período posterior ao fim contrato de concessão e pretende transformá-lo em um espaço multicultural.